# 布鲁克林和平之后圣殿
和平之后圣殿（Basilica of Regina Pacis）是一座罗马天主教堂区教堂，位于纽约布鲁克林的本森赫斯特区，隶属于天主教布鲁克林教区。该堂最初是一座还愿教堂，隶属于圣洛沙利亚堂区（St. Rosalia）。最初的教堂建于1905年，被视为教区的“意大利移民的母堂”。。
2012年11月，教宗本笃十六世将该堂升格为次级宗座圣殿。2017年6月，教区关闭了圣洛沙利亚堂，该堂成为堂区教堂。

## 历史
1942年5月，在第二次世界大战期间的一次主日弥撒上，神父安吉洛·西奥菲呼吁教友们建造一座献给“和平之后”圣母玛利亚的圣堂，以保佑人们从战场上安全归来，以及实现公正持久的和平。 随后设立了一项建筑基金，其中包括修建新的修道院，以及扩建学校。1948年10月3日，教堂破土动工，次年10月29日，教区辅理主教雷蒙德·卡尼为教堂奠基。这座教堂是当时美国为数不多的装有空调的教堂之一，于1950年竣工，采用意大利新文艺复兴建筑风格，圣母像被置于正祭台之上。它完全是用意大利各地的大理石建造的，有两个讲坛，仿照意大利主教座堂的风格。52英尺高的巨幅天花板壁画，展示了和平之后在天堂的加冕礼，长60英尺，宽27英尺，由著名的意大利艺术家伊格纳西奥·拉鲁萨在罗马和纽约历时三年创作完成。在下半部分，描绘当时的教宗庇护十二世祝圣圣堂，大批教友们欣喜若狂地仰望圣母加冕礼，上方是欢唱的天使，在最上方，和平之后由圣父和圣子加冕为天地的女王，而圣灵则在她身上流淌着光辉和恩典。拉鲁萨还完成了两幅侧面的椭圆形绘画，描绘了圣母升天和耶稣复活。正祭台上方安装了一幅由著名艺术家伊拉里奥·潘齐罗尼（Ilario Panzironi）绘制的教堂主保圣人的大型绘画。1951年8月15日，布鲁克林主教托马斯·莫洛伊祝圣了教堂。 
1949年，在教堂的基石受到祝福后，西奥菲要求教友捐献珠宝，以感谢战争的结束。教友们捐赠结婚戒指和其他珠宝，收集到的贵重物品用来制作有钻石的金皇冠，耗时三年。1952年5月24日，教皇庇护十二世在罗马亲自赐福于这尊雕像，并在西奥菲和珠宝商面前为其戴上了两顶皇冠。
在圣像加冕后的第八天，人们发现王冠被盗。人们成群结队地去教堂祈祷平安归来。据估计，人数约为12000人。一周后，皇冠通过邮政系统退回。教友一直认为这是一个奇迹。 据称，这些珠宝是应当地有组织犯罪人物乔·普罗法奇的要求归还的。

## 现状
几十年来，教堂周围社区的人口发生了显著变化，新移民群体（主要来自拉丁美洲和亚洲）取代了原来的意大利居民。今天，教堂不仅用英语，而且用西班牙语和汉语进行弥撒。
2011年，布鲁克林主教尼各老·迪马尔齐奥向梵蒂冈教廷请求，将该堂升格为宗座圣殿。2012年11月，纽约市刚遭受颶風桑迪，主教收到通知，称罗马教廷已批准这一请求。2012年12月8日，在主教主持下，教堂举行了一场弥撒，以纪念这一荣誉。